# 菲利普國王戰爭
菲利普國王戰爭（英語：King Philip's War），也稱為梅塔卡姆戰爭或梅塔卡姆叛亂（Metacom's Rebellion），發生於1675年至1676年間，一場發生在美洲原住民與新英格蘭英國移民之間的戰爭。這場戰爭得名於美洲原住民的領導者，梅塔卡姆（Metacomet），他在英文中，被稱為菲利普國王（King Philip）。
1676年，在梅塔卡姆被殺身亡之後，戰爭結束，英軍獲勝。1678年，在波特蘭卡斯科灣（Casco Bay），雙方簽定了和約。歷史學家認為，這場戰役塑造了新英格蘭移民的自我認同與團結，為美國國家意識的開端。

## 歷史背景
最早一批英國移民，乘五月花號來到美國新英格蘭地區，建立了普利茅斯殖民地。